# مايكل شوبرا
مايكل شوبرا (بالإنجليزية: Michael Chopra)‏ (23 ديسمبر 1983 نيوكاسل أبون تاين المملكة المتحدة - ) هو لاعب كرة قدم بريطاني، يلعب كمهاجم.

## وصلات خارجية
مايكل شوبرا على موقع قاعدة بيانات كرة القدم.إي يو (الإنجليزية)
- مايكل شوبرا على موقع Soccerbase.com (لاعب) (الإنجليزية)
- مايكل شوبرا على موقع Soccerway.com (الإنجليزية)
- مايكل شوبرا على موقع عالم كرة القدم.نت (الإنجليزية)